# Filipe-de-peito-riscado
Caça-moscas-castanho, filipe-de-peito-riscado (Myiophobus fasciatus), ou apenas filipe, é um pequeno pássaro da família dos tiranídeos. Distribui-se da Costa Rica através da América do Sul até a Argentina e Brasil. Também ocorre em Trindade.
Ocorrem duas fases distintas da plumagem: uma castanha e outra ruiva, além de outras intermediárias. Não penetra no interior dos ambientes florestais, habitando mais as bordas das matas, áreas de cerrado ou campos com arbustos densos. Comum em áreas alteradas, especialmente nos primeiros estágios de recuperação, quando a capoeira está a instalar-se. De difícil observação, por seu hábito de pousar na parte interna dos arbustos e vegetação de borda. Como outras aves a habitar esse ambiente, voa rápido entre arbustos e mergulha na folhagem, desaparecendo da visão. Entretanto, possui um canto rápido e alto.